# هايكيو
هايكيوو!! (باليابانية: ハイキュー!!) هي سلسلة مانغا يابانية كتبها ورسمها هاروإيتشي فُورُوداتي. تم نشرها لأول مرة في مجلة ويكلي شونن جمب التابعة لـشوئيشا من فبراير 2012 حتى يوليو 2020، وجُمعت فصولها في 45 مجلدًا. تدور القصة حول شويّو هيناتا، الفتى الطموح الذي يسعى ليصبح لاعب كرة طائرة بارعًا رغم قصر قامته.
حصلت المانغا على تحويل تلفزيوني إلى أنمي من إنتاج Production I.G، وعُرض لأول مرة على قناة MBS بين أبريل وسبتمبر 2014 بعدد 25 حلقة. تبع ذلك موسم ثانٍ من أكتوبر 2015 إلى مارس 2016 بنفس عدد الحلقات. أما الموسم الثالث فقد عُرض بين أكتوبر وديسمبر 2016 بـ10 حلقات. فيما جاء الموسم الرابع مقسمًا إلى جزأين بين يناير وديسمبر 2020 بإجمالي 25 حلقة.

## القصة
يقع شويّو هيناتا في حب الكرة الطائرة بعد مشاهدته ثانوية كاراسونو في البطولة الوطنية، مستلهمًا طموحه من "العملاق الصغير" رغم قصر قامته. ينضم إلى نادي مدرسته، لكنه يواجه تحدي كونه اللاعب الوحيد، فيقضي عامين بإقناع زملائه للعب.
في أول بطولة رسمية له، يخسر أمام توبيو كاجياما، الملقب بـ "ملك الملعب". يتعهد بالانتقام، لكنه يُفاجأ عند التحاقه بثانوية كاراسونو بأن كاجياما زميله في الفريق! ورغم تراجع مكانة المدرسة، يشكل الثنائي شراكة مذهلة بدمج إعداد كاجياما العبقري مع قفزات هيناتا الخاطفة، ليقودا الفريق في رحلة استعادة المجد.
على مدار السنوات، يدفعان بعضهما البعض لتطوير مهاراتهما، ويحلمان بأن يصبحا محترفين. بعد التخرج، يتعاهدان على اللعب مجددًا، متحدين بشغفهما للكرة الطائرة.

## العاملون على الأنمي
- المخرج: سوسومو ميتسُوناكا
- مصمم الشخصيات: تاكاهيرو كيشيدا.

## وصلات خارجية
هايكيو على موقع فيلمافينيتي (الإسبانية)
- هايكيو على موقع ANN manga (الإنجليزية)